# Nick Itkin
Nicholas Boris „Nick“ Itkin (* 9. Oktober 1999 in Los Angeles) ist ein US-amerikanischer Florettfechter.

## Erfolge
Nick Itkin gab im November 2014 beim Weltcup in Bratislava sein internationales Debüt. Sein erster internationaler Erfolg gelang ihm bei den Panamerikanischen Spielen 2019 in Lima, bei denen er mit Race Imboden und Gerek Meinhardt im Mannschaftswettbewerb die Goldmedaille gewann.
Bei den 2021 ausgetragenen Olympischen Spielen 2020 in Tokio ging Itkin in zwei Wettbewerben an den Start. Im Einzelwettbewerb besiegte er zunächst Anton Borodatschow mit 15:11, schied dann aber eine Runde später gegen dessen Zwillingsbruder Kirill Borodatschow mit 13:15 aus. In der Mannschaftskonkurrenz bildete Itkin mit Race Imboden, Alexander Massialas und Gerek Meinhardt ein Team. Nach einem 45:36-Erfolg gegen Deutschland folgte eine 41:45-Niederlage gegen die unter dem Teamnamen „ROC“ startenden Russen. Im Duell um die Bronzemedaille setzten sich die US-Amerikaner gegen die japanische Équipe mit 45:31 durch und sicherten sich so den Medaillengewinn. Im Jahr darauf belegte er bei den Weltmeisterschaften in Kairo im Einzel den dritten und mit der Mannschaft den zweiten Platz.
Bei den Olympischen Spielen 2024 in Paris trat Itkin erneut in zwei Wettbewerben an. Im Einzel zog er nach drei Auftaktsiegen ins Halbfinale gegen Filippo Macchi aus Italien ein, dem er mit 11:15 unterlag. Im Duell um Bronze setzte er sich gegen den Japaner Kazuki Iimura mit 15:12 durch und sicherte sich damit die Bronzemedaille. In der Mannschaftskonkurrenz gewann er mit der US-amerikanischen Mannschaft zunächst gegen Ägypten, unterlag dann aber sowohl im Halbfinale Italien als auch im Duell um Bronze Frankreich, sodass Itkin einen weiteren Medaillengewinn als Vierter knapp verpasste.
Itkin studiert Wirtschaftswissenschaften und Politikwissenschaften an der University of Notre Dame. Aufgrund seiner Eltern besitzt er auch die ukrainische Staatsbürgerschaft.